# Raised by Wolves (film)
Raised by Wolves è un film del 2014, diretto da Mitchell Altieri.

## Trama
Un gruppo di skater e le loro fidanzate visitano un ranch abbandonato con un'enorme piscina inutilizzata sul retro nella quale pensano di poter praticare lo skate. Quello che essi ignorano è che il luogo è infestato da una potente forza demoniaca che li spingerà gli uni contro gli altri.